# Josh LeRibeus
Josh LeRibeus (Garland, 2 luglio 1989) è un giocatore di football americano statunitense che gioca nel ruolo di offensive guard per i New Orleans Saints della National Football League. Fu scelto nel corso del terzo giro (71º assoluto) del Draft NFL 2012 dai Washington Redskins. Al college ha giocato a football alla Southern Methodist University.

## Carriera professionistica

### Washington Redskins
LeRibeus fu scelto come 71º assoluto nel Draft 2012 dai Washington Redskins. Lì si riunì col compagno della SMU Richard Crawford, che i Redskins scelsero nel settimo giro dello stesso draft. Dopo il mini-camp riservato ai rookie dei Redskins, il capo-allenatore Mike Shanahan annunciò che LeRibeus avrebbe giocato principalmente come guardia e come centro di riserva, in competizione con Erik Cook. Debuttò come professionista nella settimana 9 contro i Carolina Panthers. La sua stagione da rookie si concluse con 5 presenze, nessuna delle quali come titolare.

## Statistiche
| Partite totali      | 28 |
| Partite da titolare | 12 |

Statistiche aggiornate alla stagione 2016